# Тотьма
То́тьма (рос. Тотьма) — місто, центр Тотемського району Вологодської області, Росія. Адміністративний центр та єдиний населений пункт Тотемського міського поселення.

## Географія
Розташоване на березі Сухони при гирлі річки Пес'я Деньга за 215 км від обласного центру — Вологди.

## Історія
Заснована 1137 року. Тотьма віднесена до списку 41 особливо цінних історичних міст Росії. У місті збереглося первісне планування та більша частина старовинної забудови, а також велика кількість пам'яток, котрі мають федеральне та регіональне значення.

## Населення
Населення — 9785 осіб (2010; 10531 у 2002).